# План счетов
План счетов — система бухгалтерских счетов, предусматривающая их количество, группировку и цифровое обозначение в зависимости от объектов и целей учёта. В План счетов включаются как синтетические (счета первого порядка), так и связанные с ними аналитические счета (субсчета или счета второго порядка). Построение плана счетов обеспечивает согласованность учётных показателей с показателями действующей отчётности.

## Виды планов счетов
Различают следующие планы счетов:
- план счетов бухгалтерского учёта финансово-хозяйственной деятельности организаций (общий);
- план счетов бухгалтерского учёта в кредитных организациях;

Также можно подразделять планы счетов по признаку унифицированности на унифицированные (в масштабах отрасли или всей экономики в целом) и неунифицированные (разрабатываемые предприятием/организацией самостоятельно). Существует разные подходы к оценке целесообразности унификации плана счетов: согласно одному из них, унифицированный план счетов упрощает сопоставимость (и сравнимость) балансов различных организаций (и облегчает сбор и обработку статистической информации). Согласно другой — унифицированный план счетов может расцениваться как выражение недоверия к квалификации бухгалтера, а также — не позволять должным образом отразить в учёте специфику каждого конкретного предприятия (организации).

## История плана счетов в СССР и России

### Общий план счетов
- 1940—1954 — действовал План счетов текущего учёта основной деятельности промышленных предприятий, утверждённый Наркомфином СССР 09.10.1940
- 1955—1959 — действовал Типовой план счетов бухгалтерского учёта основной деятельности государственных промышленных предприятий союзного и республиканского подчинения и инструкция по его применению, введённые в действие письмом Минфина СССР от 04.11.1954 № 1149
- 1960—1968 — действовал План счетов бухгалтерского учёта производственно-хозяйственной деятельности предприятий, строек и хозяйственных организаций союзного, республиканского и местного подчинения, введённые в действие  письмом Минфина СССР от 28.09.1959 № 295[2]
- 1969—1985 — действовал План счетов бухгалтерского учёта производственно-хозяйственной деятельности предприятий, строек и хозяйственных организаций, утверждённый письмом Минфина СССР от 30.05.1968 № 130[3]
- 1986—1992 — действовал План счетов бухгалтерского учёта производственно-хозяйственной деятельности объединений, предприятий и организаций и Инструкция по его применению, утверждённые приказом Минфина СССР от 28.03.1985 № 40[4]
- 1992—2000 — действовал План счетов бухгалтерского учёта финансово-хозяйственной деятельности предприятий и Инструкция по его применению, утверждённые приказом Минфина России от 01.11.1991 № 56[5]
- с 2001 — действует План счетов бухгалтерского учёта финансово-хозяйственной деятельности организаций и Инструкция по его применению, утверждённый приказом Минфина России от 31.10.2000 № 94н

### План счетов для кредитных организаций
Пла́н счето́в бухга́лтерского учёта в креди́тных организа́циях — специализированный план счетов, разрабатываемый Банком России для обязательного использования в кредитных организациях на территории Российской Федерации.
- с 21.12.1989 по 27.03.1998 — действовал «План счетов бухгалтерского учёта в банках СССР, коммерческих и корпоративных банках», утверждённых письмом Госбанка СССР от 21.12.1989 № 254 (ред. от 22.10.1997).
- с 31.10.1996 по 01.01.2003 — действовал «План счетов бухгалтерского учёта в кредитных организациях Российской Федерации», содержащийся в «Правилах ведения бухгалтерского учёта в кредитных организациях, расположенных на территории Российской Федерации», утверждённых приказами Банка России от 18.06.1997 № 02-263 (ред. от 13.03.2002), от 31.10.1996 № 02-399 (ред. от 11.03.1997)).
- с 01.01.2003 по 01.09.2008 — действовал «План счетов бухгалтерского учёта для кредитных организаций», содержащийся в «Положении о Правилах ведения бухгалтерского учёта в кредитных организациях, расположенных на территории Российской Федерации», утверждённых Банком России 05.12.2002 № 205-П (ред. от 26.03.2007) (Зарегистрировано в Минюсте России 20.12.2002 № 4061).
- с 01.01.2008 по 01.01.2013 — действовал «План счетов бухгалтерского учёта для кредитных организаций», содержащийся в «Положении о Правилах ведения бухгалтерского учёта в кредитных организациях, расположенных на территории Российской Федерации», утверждённых Банком России 26.03.2007 № 302-П (ред. от 11.10.2007) (Зарегистрировано в Минюсте России 29.03.2007 № 9176).
- с 01.01.2013 по 02.04.2017 — действовал «План счетов бухгалтерского учёта для кредитных организаций», содержащийся в «Положении о правилах ведения бухгалтерского учёета в кредитных организациях, расположенных на территории Российской Федерации», утверждённых Банком России 16.07.2012 № 385-П (ред. от 08.07.2016) (Зарегистрировано в Минюсте России 03.09.2012 № 25350) (с изм. и доп., вступ. в силу с 01.01.2017)
- с 03.04.2017 по 24.11.2022 — действовал «План счетов бухгалтерского учёта для кредитных организаций», содержащийся в Положении Банка России от 27.02.2017 № 579-П ((ред. от 25.04.2022) «О Плане счетов бухгалтерского учёта для кредитных организаций и порядке его применения» (Зарегистрировано в Минюсте России 20.03.2017 № 46021) (с изм. и доп., вступ. в силу с 01.01.2020).
- c 24.11.2022 —  действует «План счетов бухгалтерского учёта для кредитных организаций и порядок его применения», содержащийся в Положение Банка России от 24.11.2022 № 809-П «О Плане счетов бухгалтерского учёта для кредитных организаций и порядке его применения» (Зарегистрировано в Минюсте России 29.12.2022 № 71867).

#### План счетов для Банка России
- c 01.01.2006 — действует «План счетов бухгалтерского учёта в Центральном банке Российской Федерации (Банке России)», содержащийся в Положении Банка России от 01.01.2006 № 66-П (ред. от 13.12.2013) «О правилах ведения бухгалтерского учёта в Центральном банке Российской Федерации (Банке России)» (утв. Национальным банковским советом 27.12.2005 № 7)

### План счетов для бюджетных организаций
План счетов бюджетного учёта — разновидность плана счетов, предназначенная для отражения операций при ведении бюджетного учёта в органах государственной власти, органах управления государственных внебюджетных фондов, органах управления территориальных государственных внебюджетных фондов, органах местного самоуправления, бюджетных учреждениях, в органах, осуществляющих кассовое обслуживание исполнения бюджетов бюджетной системы Российской Федерации, а также в финансовых органах и органах управления государственных внебюджетных фондов и территориальных государственных внебюджетных фондов, осуществляющих составление и исполнение бюджетов. Является одним из средств реализации государственной учётной политики.
План счетов бюджетного учёта и инструкция по его применению утверждаются Министерством финансов Российской Федерации.
- 1987—1993 — действовал План счетов, содержащийся в Инструкции по бухгалтерскому учёту в учреждениях и организациях, состоящих на Государственном бюджете СССР, утверждённой Минфином СССР от 10.03.1987 № 61
- 1994—1999 — действовал План счетов, содержащийся в Инструкции по бухгалтерскому учёту в учреждениях и организациях, состоящих на бюджете, утверждённой Приказом Минфина РФ от 03.11.1993 № 122
- 1999—2005 — действовал План счетов, содержащийся в Инструкции по бухгалтерскому учёту в бюджетных учреждениях, утверждённой Приказом Минфина РФ от 30.12.1999 № 107н
- 2005 — действовал План счетов, содержащийся в Инструкции по бюджетному учёту, утверждённой Приказом Минфина РФ от 26.08.2004 № 70н
- 2006—2008 — действовал План счетов, содержащийся в Инструкции по бюджетному учёту, утверждённой Приказом Минфина РФ от 10.02.2006 года № 25н[7].
- с 2009 — действует План счетов, содержащийся в Инструкции по бюджетному учёту, утверждённой Приказом Минфина РФ от 30.12.2008 года № 148н.
- с 2011 — действует План счетов, содержащийся в Инструкции по применению плана счетов, утверждённой Приказом Минфина РФ от 01.12.2010 года № 157н. План счетов для казённых учреждений регламентирует приказ Минфина России от 06.12.2010 г. № 162н. План счетов для бюджетных учреждений регламентирует Приказ Минфина РФ от 16.12.2010 г. N 174Н. План счетов для автономных учреждений регламентирует Приказ Минфина РФ от 23.12.2010 г. N 183Н.